# Kim Ki-hoon
Kim Ki-hoon (n. 14 iulie 1967, Seul, Coreea de Sud) este un sportiv ce a reprezentat Coreea de Sud, medaliat olimpic. A participat la 3 ediții ale Jocurilor Olimpice (1988, 1992, 1994) în care a câștigat 3 medalii de aur.